# Aristolochia fontanesii
Aristolochia fontanesii es una especie de planta perteneciente a la familia Aristolochiaceae. Se encuentra en África, introducida en las Islas Canarias.

## Características
Se trata de una planta vivaz, con tallos rizomatosos y hojas alternas, pecioladas y cordadas. Las flores son axilares, solitarias, hermafroditas y zigomorfas, con el periantio petaloideo en forma de tubo, inflado en la parte inferior y que se prolonga en un apéndice linguliforme. El androceo posee seis estambres y el fruto es una cápsula septicida con seis valvas.

## Taxonomía
Aristolochia fontanesii fue descrita por Boiss. & Reut.  y publicado en Pugillus Plantarum Novarum Africae Borealis Hispaniaeque Australis 108. 1852.
Etimología
Aristolochia: nombre genérico que deriva de las palabras griegas aristos ( άριστος ) = "que es útil" y locheia ( λοχεία ) = "nacimiento", por su antiguo uso como ayuda en los partos.  Sin embargo, según Cicerón, la planta lleva el nombre de un tal "Aristolochos", que a partir de un sueño, había aprendido a utilizarla como un antídoto para las mordeduras de serpiente.
fontanesii: epíteto
Sinonimia
- Aristolochia atlantica Pomel
- Aristolochia attica Orph. ex Duch.
- Aristolochia longa L.	basónimo
- Aristolochia longa Desf.
- Aristolochia longa subsp. atlantica (Pomel) Batt.
- Aristolochia longa subsp. fontanesii (Boiss. & Reut.) Batt.
- Aristolochia pallida Salzm. ex Ball[6]

## Nombre común
Aristoloquia larga, aristoloquia luenga, aristoloquia macho, triaca de Europa, viborera común.